# Baltika-Stadion
Das Stadion Baltika (russisch стадион «Балтика») ist ein Fußballstadion mit Leichtathletikanlage in der russischen Stadt Kaliningrad, Hauptstadt der Oblast Kaliningrad. Es bot bis 2018 14.500 Zuschauern einen Sitzplatz.

## Geschichte

### 1892 – 2018

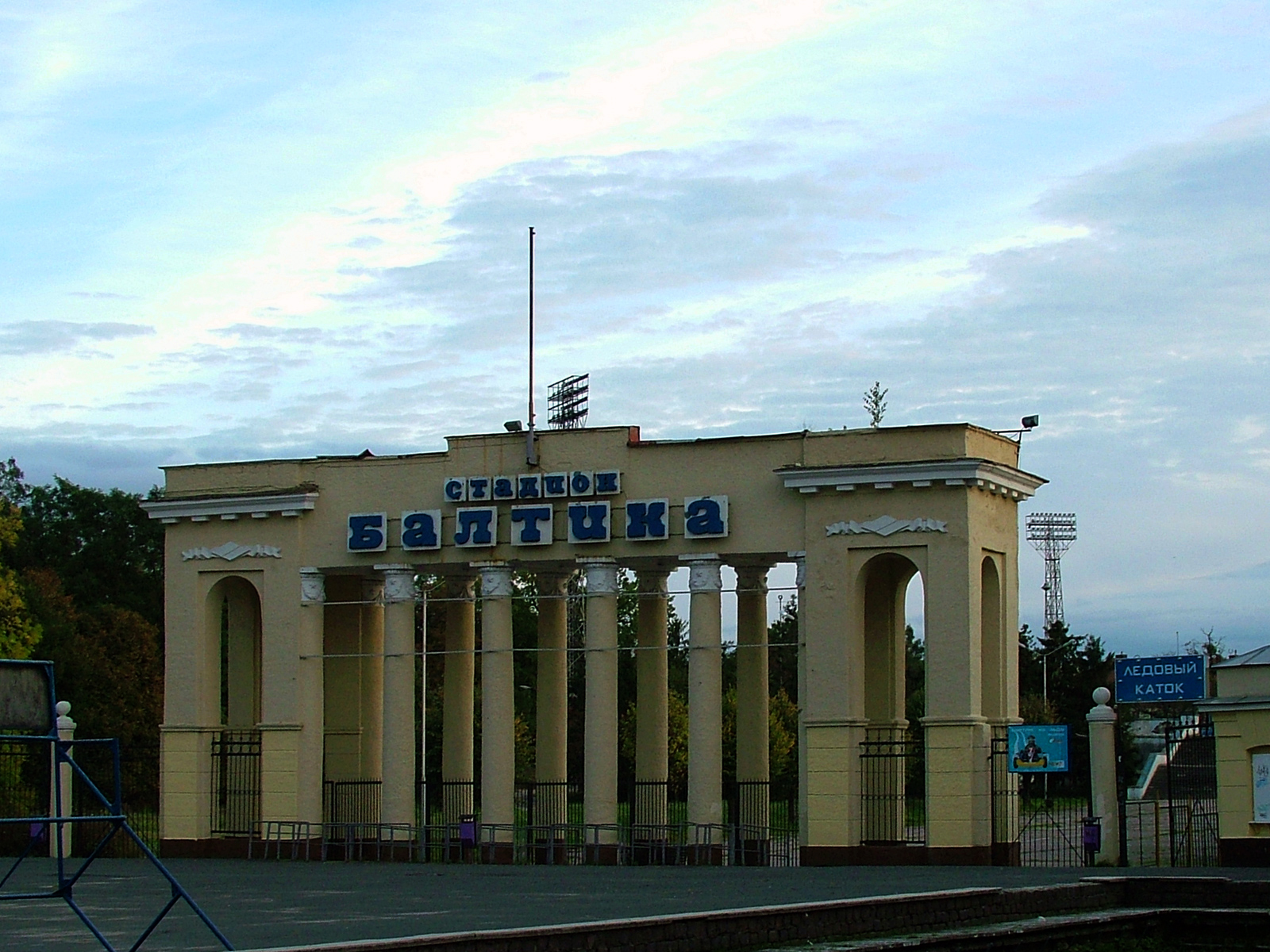
Eingangstor des Stadions

Das Stadion befindet sich an der Stelle eines Sportplatzes, der im Jahre 1892 im damaligen Königsberger Vorort Mittelhufen eröffnet und nach Walter Simon (1857–1920) benannt worden war, einem Bankier und Stadtrat, der die 6,83 Hektar große Fläche der Stadt geschenkt hatte. 
Der Walter-Simon-Sportplatz wurde vom Königsberger STV genutzt. In der Zeit des Nationalsozialismus wurde der Sportplatz 1933 in Erich-Koch-Platz, nach dem  Gauleiter Erich Koch umbenannt. 
Das Stadion bestand aus der überdachten Haupttribüne, der Tribüne in der Westkurve, die aus zwölf einzelnen Teilen besteht und der unüberdachten Gegentribüne, die wiederum aus drei Teilen bestand und sehr flach gebaut war. Die Ostkurve besaß nur einen Stehplatzbereich. Die Säulen des Stadioneingangs stammten von der abgebrochenen Altstädtischen Kirche.
Das Spielfeld wurde von einer alten Laufbahn umfasst. Es fanden auch Konzerte im Stadion statt; so trat der US-amerikanische Rockmusiker Alice Cooper am 21. Juli 2008 im Kaliningrader Stadion auf.

### Seit 2018
Die Stadt Kaliningrad wurde am 29. September 2012 als einer der Spielorte der Fußball-Weltmeisterschaft 2018 ausgewählt. Zu diesem Anlass ließ die Stadt die neue Fußballarena Kaliningrad-Stadion, auch als Arena Baltika bekannt, errichten. Das Bauprojekt wurde im Frühjahr 2018 abgeschlossen. Der Fußballverein Baltika Kaliningrad fand in der Spielstätte eine neue Heimat. Zunächst sollte es eine Kapazität von 45.000 Besuchern bieten. Nach einer Vereinbarung mit der FIFA wurden der Neubau in Kaliningrad und das umgebaute Zentralstadion in Jekaterinburg mit rund 35.000 Zuschauerplätzen ausgestattet.
Nach dem Umzug des FK Baltika in die neue Arena wurde das Baltika-Stadion umfassend umgebaut. Die Südtribüne blieb als Kulturerbe erhalten. Beim Spielfeld wurde der Naturrasen durch Kunstrasen ersetzt. Hier tragen seit 2023 die Reservemannschaften des FK Baltika ihre Spiele aus.
Die Nord- und Westtribüne wurden komplett abgerissen, an deren Stelle soll bis 2024 ein Sport- und Landschaftspark entstehen.